# Lista monumentelor ocrotite de stat din raionul Vulcănești
Lista monumentelor din raionul Vulcănești cuprinde monumentele patrimoniului cultural de pe teritoriul fostului raion Vulcănești (de dinaintea reformei administrative din 1998) înscrise în Registrul monumentelor Republicii Moldova ocrotite de stat.
Registrul monumentelor Republicii Moldova ocrotite de stat a fost aprobat prin Hotărârea Parlamentului nr. 1531-XII împreună cu Legea nr. 1530-XII privind ocrotirea monumentelor RM din 22 iunie 1993. În Monitorul Oficial nr. 1 din 1994 a fost publicată doar Legea, fără a include însă și Registrul, care a fost publicat mult mai târziu, la 2 februarie 2010. A nu se confunda cu Registrul arheologic național sau cel al monumentelor de for public, care sunt liste diferite ce vizează doar anumite compartimente ale patrimoniului cultural, întocmite în baza unor legi separate.
Lista completă este menținută și actualizată periodic de către Ministerul Culturii din Republica Moldova, dar înainte ca modificările să intre în vigoare acestea trebuie să fie aprobate de către Parlament. Această listă este menită să cuprindă și actualizările ulterioare.
| Nr. | Localizare                                                               | Denumire                                                              | Datare     | Tip   | Însemnătate | Imagine                 | Erori             |
| --- | ------------------------------------------------------------------------ | --------------------------------------------------------------------- | ---------- | ----- | ----------- | ----------------------- | ----------------- |
| 378 | Vulcănești 45°40′56″N 28°24′01″E / 45.682217700595°N 28.400239116661°E   | Monument în memoria consătenilor căzuți în război (1941-1945)         | 1970       | Is    | L           | galerie \| Încarcă foto | Raportează eroare |
| 379 | Vulcănești 45°41′05″N 28°24′18″E / 45.684789328213°N 28.404897877858°E   | Monument la mormântul comun al ostașilor căzuți în 1944               | 1985       | Is    | L           | Încarcă foto            | Raportează eroare |
| 380 | Vulcănești 45°41′18″N 28°25′35″E / 45.688333333333°N 28.426388888889°E   | Coloana „Bătălia de la Cahul 1770”                                    | 1849       | Is Ar | N           | galerie \| Încarcă foto | Raportează eroare |
| 381 | Vulcănești 45°41′24″N 28°25′11″E / 45.689889803028°N 28.419618368762°E   | Obeliscul Contelui Semen Voronțov                                     | 1849       | Is Ar | N           | galerie \| Încarcă foto | Raportează eroare |
| 382 | Alexandru Ioan Cuza                                                      | Biserica „Sf. Nicolae”                                                | sec. XIX   | At    | N           | Încarcă foto            | Raportează eroare |
| 383 | Alexandru Ioan Cuza                                                      | Monument eroilor căzuți în război (1941-1945)                         |            | Is    | L           | Încarcă foto            | Raportează eroare |
| 385 | Brînza                                                                   | Biserica „Sf. Arhanghel Mihail”                                       | 1805       | At    | N           | Încarcă foto            | Raportează eroare |
| 386 | Brînza                                                                   | Monument eroilor căzuți în război (1941-1945)                         | 1952       | Is    | L           | Încarcă foto            | Raportează eroare |
| 387 | Burlăceni                                                                | Monument eroilor căzuți în război (1941-1945)                         |            | Is    | L           | Încarcă foto            | Raportează eroare |
| 389 | Cișmichioi                                                               | Biserica „Sf. Atanasie”                                               | 1866       | At    | N           | Încarcă foto            | Raportează eroare |
| 390 | Cișmichioi                                                               | Monument în memoria consătenilor căzuți în război (1941-1945)         | 1965       | Is    | L           | Încarcă foto            | Raportează eroare |
| 391 | Cișmichioi                                                               | Monument în memoria consătenilor căzuți în război (1914-1918)         | 1990       | Is    | L           | Încarcă foto            | Raportează eroare |
| 392 | Cîmpeni                                                                  | Monument în memoria consătenilor căzuți în război (1941-1945)         |            | Is    | L           | Încarcă foto            | Raportează eroare |
| 393 | Cîmpeni                                                                  | Monument la mormântul lui E. S. Reabkin, căzut în 1944                |            | Is    | L           | Încarcă foto            | Raportează eroare |
| 394 | Cîșlița-Prut                                                             | Monument în memoria consătenilor căzuți în război (1941-1945)         | 1970       | Is    | L           | Încarcă foto            | Raportează eroare |
| 395 | Colibași                                                                 | Biserica „Sf. Arhanghel Mihail”                                       | 1897       | At    | N           | Încarcă foto            | Raportează eroare |
| 396 | Colibași                                                                 | Monument în memoria consătenilor căzuți în război (1941-1945)         | 1965       | Is    | L           | Încarcă foto            | Raportează eroare |
| 397 | Etulia                                                                   | Biserica de lemn                                                      | sec. XVIII | At    | N           | Încarcă foto            | Raportează eroare |
| 398 | Etulia                                                                   | Monument eroilor căzuți în război (1941-1945)                         | 1954       | Is    | L           | Încarcă foto            | Raportează eroare |
| 401 | Etulia Nouă                                                              | Monument la mormântul ostașului căzut în 1941                         |            | Is    | L           | Încarcă foto            | Raportează eroare |
| 402 | Găvănoasa                                                                | Monument în memoria consătenilor căzuți în război (1941-1945)         | 1950       | Is    | L           | Încarcă foto            | Raportează eroare |
| 404 | Giurgiulești 45°28′53″N 28°11′44″E / 45.481447394907°N 28.195565682685°E | Monument în memoria consătenilor căzuți în război (1941-1945)         | 1986       | Is    | L           | galerie \| Încarcă foto | Raportează eroare |
| 405 | Giurgiulești 45°28′53″N 28°11′44″E / 45.48142905901°N 28.195593845879°E  | Monument la mormântul comun al 3 ostași căzuți în război (1941-1945)  | 1965       | Is    | L           | galerie \| Încarcă foto | Raportează eroare |
| 407 | Iujnoe                                                                   | Monument în memoria consătenilor căzuți în război (1941-1945)         | 1975       | Is    | L           | Încarcă foto            | Raportează eroare |
| 408 | Iujnoe                                                                   | Monument la mormântul ostașilor căzuți în 1944                        | 1948       | Is    | L           | Încarcă foto            | Raportează eroare |
| 409 | Slobozia Mare                                                            | Biserica „Sf. Arhangheli”                                             | 1871       | At    | N           | Încarcă foto            | Raportează eroare |
| 410 | Slobozia Mare                                                            | Monument eroilor căzuți în război (1941-1945)                         |            | Is    | L           | Încarcă foto            | Raportează eroare |
| 412 | Vadul lui Isac                                                           | Monument eroilor căzuți în război (1941-1945)                         | 1948       | Is    | L           | Încarcă foto            | Raportează eroare |
| 415 | Văleni                                                                   | Monument în memoria consătenilor căzuți în război (1941-1945)         |            | Is    | L           | Încarcă foto            | Raportează eroare |
| 416 | Văleni                                                                   | Monument la mormântul comun al ostașilor căzuți în război (1941-1945) | 1960       | Is    | L           | Încarcă foto            | Raportează eroare |